# Belgia na Letnich Igrzyskach Olimpijskich 1960
Belgię na Letnich Igrzyskach Olimpijskich 1960 reprezentowało 101  zawodników.

## Zdobyte medale
| Medal  | Zawodnik             | Dyscyplina    | Konkurencja                             |
| ------ | -------------------- | ------------- | --------------------------------------- |
| Srebro | Roger Moens          | Lekkoatletyka | 800 m                                   |
| Srebro | Leo Sterckx          | Kolarstwo     | Sprint                                  |
| Brąz   | Willy Vanden Berghen | Kolarstwo     | Wyścig indywidualny ze startu wspólnego |
| Brąz   | André Nelis          | Żeglarstwo    | Klasa Finn                              |